# Toyota Isis

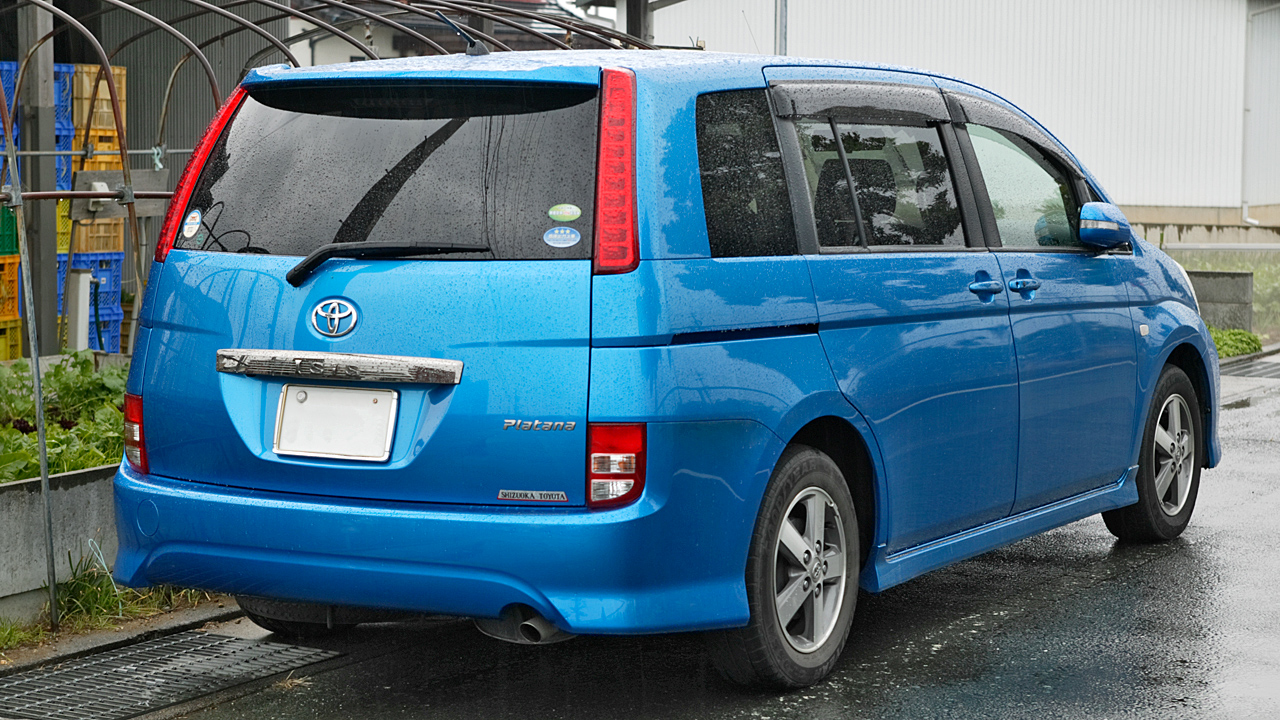
Toyota Isis Platana

Der Toyota Isis ist ein 7-sitziger Van, der von den Kanto Auto Works im Auftrag des japanischen Automobilherstellers Toyota gefertigt wird. Er wird nur in Japan verkauft und wurde dort im September 2004 vorgestellt. Er hat Schiebetüren und entweder Front- oder Allradantrieb. Die Vierzylindermotoren gibt es mit 1,8 oder 2,0 l Hubraum. Seine Konkurrenten sind der Honda Stream und der Nissan Lafesta.
Der Isis hat besondere Schiebetüren, wobei die vordere und hintere Tür sich aneinander verriegeln, anstatt in den an der B-Säule angebrachten Schlössern. Toyota nennt dieses System „Panoramic Door“ (dt.: Panoramatüren). Der Isis hat dieses System allerdings nur auf der Beifahrerseite. Auf der Fahrerseite rasten die Türen in konventionelle Schlösser ein. Der Beifahrersitz kann komplett zusammengefaltet und nach vorne geschoben werden, um den Einstieg für die Rücksitzpassagiere zu erleichtern. Die Türen sind auch in Dach und Boden verriegelt, sodass sie einzeln geöffnet und geschlossen werden können. Dieses Türsystem wurde von Toyota zum ersten Mal beim Modell Raum eingesetzt. Auch der Tundra Extra Cab in den USA hat diese Einrichtung. Erstmals auf der Welt war es beim Nissan Prairie 1981 eingesetzt.
Im Modell 2007 wurde erstmals das Telematik-System G-Book als Sonderausstattung angeboten.
Der Wagen heißt Isis nach der ägyptischen Gottheit Isis, deren Anbetung über die gesamte griechisch-römische Welt verbreitet war. Sie wurde als ideale Mutter und Ehefrau, Mutter der Natur und der Magie, Freundin der Sklaven, Sünder, Künstler und Miserablen, verehrt, wobei sie auch auf die Gebete der Mächtigen, Schönen, Aristokraten und Herrscher hörte. Isis ist auch die Göttin der Mutterschaft und der Fruchtbarkeit.

## Ausstattungslinien (Japan)
1800 cm³
- Platana (Frontantrieb)
- L (Frontantrieb)
- L“X-SELECTION” (Frontantrieb)

2000 cm³
- Platana (Front- oder Allradantrieb)
- G“U-SELECTION” (Front- oder Allradantrieb)
- G (Front- oder Allradantrieb)
- L (Front- oder Allradantrieb)
- L“X-SELECTION” (Front- oder Allradantrieb)